# 社会福祉士国家試験
社会福祉士国家試験（しゃかいふくししこっかしけん）とは、厚生労働省が管轄し財団法人社会福祉振興・試験センターが毎年2月第1日曜日に実施する国家試験をいう。社会福祉士として必要な知識及び技能について行う国家試験である。
社会福祉士はソーシャルワーカーの国家資格である。福祉に関わる資格は三福祉士（介護福祉士、精神保健福祉士、社会福祉士）、公的資格（社会福祉主事任用資格、児童指導員任用資格、介護支援専門員）、民間資格（介護職員初任者研修、福祉住環境コーディネーター）がある。
社会福祉士は社会福祉士の名称を用いて、専門的知識及び技術をもって、身体上若しくは精神上の障害があること又は環境上の理由により日常生活を営むのに支障がある者の福祉に関する相談業務に応じ、助言、指導、福祉サービスを提供する者、又は医師その他の保健医療サービスを提供する者その他の関係者との連絡及び調整その他の援助を行うことを業とする者をいう（社会福祉士及び介護福祉士法第2条第1項）。
類義名資格の社会福祉主事任用資格は資格区分としては、福祉事務所などに配置される公務員（行政職）の社会福祉法上の任用資格であり、国家資格ではない。社会福祉主事任用資格は、大学・短期大学で厚生労働大臣の指定する3科目以上の履修で取得（通称：3科目主事）出来る（社会福祉主事任用資格を有するのは、学校教育法に定める大学（短期大学を含む（いわゆる学校教育法の一条校））においてであり、専修学校の専門課程は同様科目が取得されていても含まれない。専修学校での社会福祉主事任用資格取得には課程修了が必要：社会福祉法第十九条第一項）。しかし、社会福祉士は医師・看護師同様、受験資格が社会福祉士及び介護福祉士法に基づく施行規則で規定されており、大学（受験必須科目取得）・養成施設等を卒業・修了し、受験資格を得て、国家試験を受験して合格した者のみ与えられる資格である。

## 概要
社会福祉士国家試験は、社会福祉士及び介護福祉士法第10条第1項の規定により指定試験機関として指定された財団法人社会福祉振興・試験センターが実施する。社会福祉士試験に合格した者は、「社会福祉士となる資格を有する者」となり、厚生労働省に備える社会福祉士登録簿への登録を受けた者が社会福祉士となる。
当資格は医師、歯科医師、弁護士のような国家資格を保有しないと職務につけない業務独占資格ではなく、長年無資格者でもソーシャルワーカーなどの職務につける名称独占資格であった。しかし近年では医療保険点数の改訂において後期高齢者退院調整加算等が新設され保険加算のための人員配置基準となり、また各市区町村の地域包括支援センターにおいて職員の（主任）介護支援専門員、保健師とならんで人員配置基準になっており、業務独占資格と名称独占資格の中間レベルにあたる必置資格となっている。
また条文上、成年後見制度に於いて弁護士、司法書士に並び職能職業後見人と認められる3士業のうちの一つである。
なおこの国家試験を受験するためには一定の条件を満たさなければ受験資格が得られない。

## 試験科目
1. 人体の構造と機能及び疾病
2. 心理学理論と心理的支援
3. 社会理論と社会システム
4. 現代社会と福祉
5. 社会調査の基礎
6. 相談援助の基盤と専門職
7. 相談援助の理論と方法
8. 地域福祉の理論と方法
9. 福祉行財政と福祉計画
10. 福祉サービスの組織と経営
11. 社会保障
12. 高齢者に対する支援と介護保険制度
13. 障害者に対する支援と障害者自立支援制度
14. 児童や家庭に対する支援と児童・家庭福祉制度
15. 低所得者に対する支援と生活保護制度
16. 保健医療サービス
17. 就労支援サービス
18. 権利擁護と成年後見制度
19. 更生保護制度

19科目であり、指定科目（厚生省告示第200号）と基礎科目（厚生省告示第201号）とに大別される。

## 指定科目
1. 人体の構造と機能及び疾病、心理学理論と心理的支援、社会理論と社会システムのうち一科目
2. 現代社会と福祉
3. 社会調査の基礎
4. 相談援助の基盤と専門職
5. 相談援助の理論と方法
6. 地域福祉の理論と方法
7. 福祉行財政と福祉計画
8. 福祉サービスの組織と経営
9. 社会保障
10. 高齢者に対する支援と介護保険制度
11. 障害者に対する支援と障害者自立支援制度
12. 児童や家庭に対する支援と児童・家庭福祉制度
13. 低所得者に対する支援と生活保護制度
14. 保健医療サービス
15. 就労支援サービス、権利擁護と成年後見制度、更生保護制度のうち一科目
16. 相談援助演習
17. 相談援助実習指導
18. 相談援助実習

平成20年の法改正により指定科目は上記のように変更となり、平成21年の試験から変更後の科目に基づき試験が実施される（社会福祉に関する科目を定める省令 平成20年3月24日文部科学省・厚生労働省令第3号）。

## 旧試験科目（平成20年度まで）
1. 社会福祉原論
2. 老人福祉論
3. 障害者福祉論
4. 児童福祉論
5. 社会保障論
6. 公的扶助論
7. 地域福祉論
8. 社会福祉援助技術論
9. 心理学
10. 社会学
11. 法学
12. 医学一般
13. 介護概論

## 旧指定科目（平成20年度まで）
1. 社会福祉原論
2. 老人福祉論
3. 障害者福祉論
4. 児童福祉論
5. 社会保障論
6. 公的扶助論
7. 地域福祉論
8. 社会福祉援助技術論
9. 社会福祉援助技術演習
10. 社会福祉援助技術現場実習
11. 社会福祉援助技術現場実習指導
12. 心理学
13. 社会学
14. 法学
15. 医学一般
16. 介護概論

## 出題基準
平成14年7月5日、試験委員が試験問題を作成するために用いる基準として、法第13条の規定により財団法人社会福祉振興・試験センターが定め、第15回試験から適用されている規定を次に挙げる。
- 『社会福祉士及び介護福祉士試験事務規程』（昭和63年4月1日規程第1号）
- 『社会福祉士・介護福祉士・精神保健福祉士国家試験出題基準・合格基準』（同規程細則第1号）[8]
- 『社会福祉士国家試験出題基準・合格基準』（同細則第1号別紙Ⅰ）[9][10]
- 『試験科目別出題基準』（同別紙Ⅰ別添）[11]

その後、高齢者、障害者等の移動等の円滑化の促進に関する法律（バリアフリー新法）の施行及び世界保健機関（WHO）の「疾病及び関連保健問題の国際統計分類」（ICD-10）（2003年版）準拠の適用等に伴い、基準の一部改正が平成19年7月19日に施行されている。

## 科目免除制度
一部の科目は、精神保健福祉士と共通することから、社会福祉士・精神保健福祉士養成校や社会福祉・精神保健福祉系大学で指定科目を履修するなど、受験要件を同時に満たすことができれば精神保健福祉士と同時受験が可能である。精神保健福祉士である者については、精神保健福祉士登録証の写しを提出して申請することにより上記試験科目のうち、社会福祉原論、社会保障論、公的扶助論、地域福祉論、心理学、社会学、法学及び医学一般の試験が免除される。

### 社会福祉士専門科目（5科目）
1. 老人福祉論（10問）
2. 障害者福祉論（10問）
3. 児童福祉論（10問）
4. 社会福祉援助技術（30問）
5. 介護概論（10問）

### 精神保健福祉士との共通科目（8科目）
1. 社会福祉原論（10問）
2. 社会保障論（10問）
3. 公的扶助論（10問）
4. 地域福祉論（10問）
5. 心理学（10問）
6. 社会学（10問）
7. 法学（10問）
8. 医学一般（10問）

## 国家試験合格率・合格基準点
| 回     | 当該年度       | 受験者数 | 合格者数 | 合格率 | 当該試験合格点 | 提示合格基準点比 | 備考                                   |
| ------ | -------------- | -------- | -------- | ------ | -------------- | ---------------- | -------------------------------------- |
| 第1回  | 1989（平成元） | 1033     | 180      | 17.4%  | -              | -                | 第14回まで当該試験の合格基準点開示無し |
| 第2回  | 1990（平成2）  | 1617     | 378      | 23.4%  | -              | -                | -                                      |
| 第3回  | 1991（平成3）  | 2565     | 528      | 20.6%  | -              | -                | -                                      |
| 第4回  | 1992（平成4）  | 3309     | 874      | 26.4%  | -              | -                | -                                      |
| 第5回  | 1993（平成5）  | 3886     | 924      | 23.8%  | -              | -                | -                                      |
| 第6回  | 1994（平成6）  | 4698     | 1049     | 22.3%  | -              | -                | -                                      |
| 第7回  | 1995（平成7）  | 5887     | 1560     | 26.5%  | -              | -                | -                                      |
| 第8回  | 1996（平成8）  | 7633     | 2291     | 30.0%  | -              | -                | -                                      |
| 第9回  | 1997（平成9）  | 9649     | 2832     | 29.4%  | -              | -                | -                                      |
| 第10回 | 1998（平成10） | 12535    | 3460     | 27.6%  | -              | -                | -                                      |
| 第11回 | 1999（平成11） | 16206    | 4774     | 29.5%  | -              | -                | -                                      |
| 第12回 | 2000（平成12） | 19812    | 5749     | 29.0%  | -              | -                | -                                      |
| 第13回 | 2001（平成13） | 22962    | 6074     | 26.5%  | -              | -                | -                                      |
| 第14回 | 2002（平成14） | 28329    | 8343     | 29.5%  | -              | -                | -                                      |
| 第15回 | 2003（平成15） | 33452    | 10501    | 31.4%  | 91点           | 101.1%           | 正答無廃問5問・複数正答問題2問         |
| 第16回 | 2004（平成16） | 37657    | 10733    | 28.5%  | 85点           | 94.4%            | 正答無廃問3問                          |
| 第17回 | 2005（平成17） | 41044    | 12241    | 29.8%  | 83点           | 92.2%            | 複数正答問1問                          |
| 第18回 | 2006（平成18） | 43701    | 12222    | 28.0%  | 80点           | 88.9%            | 正答無廃問1問                          |
| 第19回 | 2007（平成19） | 45022    | 12345    | 27.4%  | 81点           | 90.0%            | -                                      |
| 第20回 | 2008（平成20） | 45324    | 13865    | 30.6%  | 87点           | 96.7%            | 正答無廃問2問・複数正答問題1問         |
| 第21回 | 2009（平成21） | 46099    | 13436    | 29.1%  | 85点           | 94.4%            | -                                      |
| 第22回 | 2010（平成22） | 43631    | 11989    | 27.5%  | 84点           | 93.33%           | 正答無廃問2問                          |
| 第23回 | 2011（平成23） | 43568    | 12255    | 28.1%  | 81点           | 90.0%            | -                                      |
| 第24回 | 2012（平成24） | 42882    | 11282    | 26.3%  | 81点           | 90.0%            | -                                      |
| 第25回 | 2013（平成25） | 42841    | 8058     | 18.8%  | 72点           | 80.0%            | -                                      |
| 第26回 | 2014（平成26） | 45578    | 12540    | 27.5%  | 84点           | 93.3%            | -                                      |
| 第27回 | 2015（平成27） | 45187    | 12181    | 27.0%  | 88点           | 97.8%            | -                                      |
| 第28回 | 2016（平成28） | 44764    | 11735    | 26.2%  | 88点           | 97.8%            | -                                      |
| 第29回 | 2017（平成29） | 45849    | 11828    | 25.8%  | 86点           | 95.6%            | 正答無廃問2問                          |
| 第30回 | 2018（平成30） | 43937    | 13288    | 30.2%  | 99点           | 110.0%           | -                                      |
| 第31回 | 2019（平成31） | 41639    | 12038    | 28.9%  | 89点           | -%               | -                                      |

当該試験合格点：当該試験終了後、合格発表と同時に示された合格に必要な最低得点。
提示合格基準点比：当該試験実施前に提示されていた合格基準点（問題の総得点の60%・90点）を100%とした当該試験合格点の割合。
なお、科目免除者の当該試験合格点、提示合格基準点比は表に含めていない。

## 合格基準
試験には一定の合格基準が設定されている。国家試験は年1回、1月下旬又は2月上旬に実施され、試験はマークシート方式で行われる。
次の2つの条件を満たした者が合格者とされる。
1. 問題の総得点の60%程度を基準として、問題の難易度で補正した点数以上の得点の者。
2. 前項を満たした者のうち、以下の18科目（社会福祉士及び介護福祉士法施行規則第5条の2の規定による試験科目の免除を受けた受験者にあっては8科目）すべてにおいて得点があった者であること。

(1)人体の構造と機能及び疾病 (2)心理学理論と心理的支援 (3)社会理論と社会システム (4)現代社会と福祉 (5)地域福祉の理論と方法 (6)福祉行財政と福祉計画 (7)社会保障 (8)低所得者に対する支援と生活保護制度 (9)保健医療サービス (10)権利擁護と成年後見制度 (11)社会調査の基礎 (12)相談援助の基盤と専門職 (13)相談援助の理論と方法 (14)福祉サービスの組織と経営 (15)高齢者に対する支援と介護保険制度 (16)障害者に対する支援と障害者自立支援制度 (17)児童や家庭に対する支援と児童・家庭福祉制度 (18)就労支援サービス、更生保護制度
配点は、1問1点の150点満点である。但し、試験科目の一部免除を受けた受験者にあっては、この限りでない。
『問題の総得点の60%程度を基準として、問題の難易度で補正した点数以上の得点』は第15回試験より合格発表と同時に公示されており、問題の総得点の48.0%～66.0%の間で推移している。但し、この得点がこの得点圏に必ずおさまるとは限らず、具体的にこの得点圏に必ず合格基準点が設定されるとはされておらず、問題の難易度による補正の基準も明確にされていない。
各回の試験の不適切問題は、第15回試験より原則として合格発表と同時に公表される。また、「この問題は学説の解釈が分かれる」や「この選択肢は正答となる余地がある」といった不適切問題ではないかという指摘は、たびたび試験終了後・合格発表後に第三者よって行われるが、試験の実施元からは設問の正答が示されるのみで、正答・誤答であるといった論拠までは公表されない。
理論上は獲得している得点が高ければ高いほど、「すべての科目群において得点する」を満たす割合が高くなり、得点低ければ低いほど「すべての科目群において得点する」を満たす割合が低くなる。仮に試験における各得点群の人数が同数であった場合でも、合格基準点を引き下げるごとに合格となる受験者の割合が低くなる。
各回における不適切問題により、特に正答が無い廃問によって得点を得たことによって合格基準の一つである「すべてにおいて得点があった」を満たすかどうかは不明である

## 試験をめぐる騒動・疑念
第15回試験
第15回試験では、合格発表時、当該試験の合格基準点は91点と公示され、不適切問題が4問あったと提示された。
初めに提示された不適切問題4問中3問は正答が無い問題とされ、受験者らは無条件に3点の配点を得たこととなる。
そのうえで、91点以上得点していることが合格条件の一つとされ、合格発表当初合格者数9,800人、合格率29.3%とされていた。
しかし、合格発表の翌月に不適切問題はさらに3問あると公示され、その3問中2問は正答のない問題であったため、当該問題で得点を得ていなかった受験者らに無条件で得点を与えることとなった。
よって、加点を受けた追加の合格者701名を加え、第15回試験における最終合格者数10,501人、合格率31.4%となり過去最高の合格率となった。（第30回試験時点）
ちなみに、科目免除を受けていない受験者が自力で得点を得ることができる問題数は145問あり、その内86問自力で正答すれば合格基準の1つを満たしたこととなる。（自力正答率59.3%で合格基準の一つを満たす）
第25回試験
第25回試験では、試験終了後から受験者及び予備校など各所で今年の問題は難しいといった声が多くあがっていた。
また、第24回試験以前は全問一問一答の出題方式であったものが、第25回試験より一問に正答が二つあり、その両方を選択しなければ得点とならない問題が複数問出題されるようになり、初回であった第25回試験では、受験生らに出題方式が変更されていると通達されていなかったため、解答し損ねてしまったという声も見受けられた。
これらが相まってか、試験実施前に提示されていた出題基準・合格基準は前回の試験と変わっていなかったが、当該試験における合格基準点は72点(得点率48%、提示合格基準点比80.0%)とかなり低く公示されたにもかかわらず、合格者数8,058人、合格率18.8%と第1回試験に次いで低い合格率となった。
第30回試験
第30回試験では、まず受験料の大幅な増額があった。第23回試験より試験運営元の積立金を元手に受験料が減額がおこなわれていたが、その積立金が底をついたことを理由に、平成29年度事業計画時に第30回試験も第29回試験と同様に科目免除なしの場合7,540円としていた受験料を、15,440円に増額することとした。
試験における出題基準・合格基準に変更はなく、例年通り試験が実施され、各予備校における試験全体の難易度の総評も例年通りなど、特に異常であるといった評価はなかった。そういった中で当該試験における合格基準点は99点と公示された。合格基準点が公表されるようになってから、合格基準点が90点を超えた試験は第15回試験のみであり、不適切問題による得点がない試験としては初であった。
前回試験であった第29回試験の合格基準点86点より13点、公開されている過去の合格基準点平均の83.7点から15.3点と、著しく合格基準点が上昇し、受験者らから到底納得できるものではないといった声があがったが、ここまで合格基準点を押し上げることとなった要因は、試験運営元から示されていない。
社会福祉士国家試験は150点満点の試験であり、合格基準が少なくとも第15回試験から変化がないにもかかわらず、過去最低の合格基準点であった第25回試験と第30回試験の合格基準点に27点もの開きがあったことは、国家試験としての試験の同一性を担保することができていないのではないかとの指摘が、試験終了後、5ちゃんねるに開設されていたスレッドや個人が運営する介護系・試験対策系のブログのコメント欄にあげられた。また、前述した事業年度内に行われた受験料の急な大幅な値上げもあって、もはや試験運営元に試験事務の適正かつ確実な実施を行えるだけの能力がないのではないかとのの憶測も飛びかうこととなった。
さらに一定以上の得点率と科目群における得点の有無のみが合格基準と明示され続けているが、第30回試験においては恣意的に合格基準として示されていない合格率を考慮して合格基準が設定されたのではないかとの憶測が、日本ソーシャルワーク教育学校連盟会長や各予備校などから示された。

## 受験資格
社会福祉士試験は、社会福祉士及び介護福祉士法第7条2項の各号のいずれかに該当する者でなければ、受けることができない。
1. 学校教育法に基づく大学（短期大学を除く）において厚生労働大臣の指定する社会福祉に関する科目（以下この条において「指定科目」）を修めて卒業した者その他その者に準ずるものとして厚生労働省令で定める者
2. 学校教育法に基づく大学において厚生労働大臣の指定する社会福祉に関する基礎科目（以下この条において「基礎科目」）を修めて卒業した者その他その者に準ずるものとして厚生労働省令で定める者であつて、文部科学大臣及び厚生労働大臣の指定した学校、厚生労働大臣の指定した職業能力開発促進法第15条の6第1項各号に掲げる施設若しくは同法第27条第1項に規定する職業能力開発総合大学校（以下「職業能力開発校等」という。）又は厚生労働大臣の指定した養成施設（以下「社会福祉士短期養成施設等」という。）において6月以上社会福祉士として必要な知識及び技能を修得したもの
3. 学校教育法に基づく大学を卒業した者その他その者に準ずるものとして厚生労働省令で定める者であつて、文部科学大臣及び厚生労働大臣の指定した学校、厚生労働大臣の指定した職業能力開発校等又は厚生労働大臣の指定した養成施設（以下「社会福祉士一般養成施設等」という。）において1年以上社会福祉士として必要な知識及び技能を修得したもの
4. 学校教育法に基づく短期大学（修業年限が3年であるものに限る。）において指定科目を修めて卒業した者（夜間において授業を行う学科又は通信による教育を行う学科を卒業した者を除く。）その他その者に準ずるものとして厚生労働省令で定める者であつて、厚生労働省令で定める施設（以下この条において「指定施設」という。）において1年以上相談援助の業務に従事したもの
5. 学校教育法に基づく短期大学（修業年限が3年であるものに限る。）において基礎科目を修めて卒業した者（夜間において授業を行う学科又は通信による教育を行う学科を卒業した者を除く。）その他その者に準ずるものとして厚生労働省令で定める者であつて、指定施設において1年以上相談援助の業務に従事した後、社会福祉士短期養成施設等において6月以上社会福祉士として必要な知識及び技能を修得したもの
6. 学校教育法に基づく短期大学（修業年限が3年であるものに限る。）を卒業した者（夜間において授業を行う学科又は通信による教育を行う学科を卒業した者を除く。）その他その者に準ずるものとして厚生労働省令で定める者であつて、指定施設において1年以上相談援助の業務に従事した後、社会福祉士一般養成施設等において1年以上社会福祉士として必要な知識及び技能を修得したもの
7. 学校教育法に基づく短期大学において指定科目を修めて卒業した者その他その者に準ずるものとして厚生労働省令で定める者であつて、指定施設において2年以上相談援助の業務に従事したもの
8. 学校教育法に基づく短期大学において基礎科目を修めて卒業した者その他その者に準ずるものとして厚生労働省令で定める者であつて、指定施設において2年以上相談援助の業務に従事した後、社会福祉士短期養成施設等において6月以上社会福祉士として必要な知識及び技能を修得したもの
9. 学校教育法に基づく短期大学又は高等専門学校を卒業した者その他その者に準ずるものとして厚生労働省令で定める者であつて、指定施設において2年以上相談援助の業務に従事した後、社会福祉士一般養成施設等において1年以上社会福祉士として必要な知識及び技能を修得したもの
10. 指定施設において4年以上相談援助の業務に従事した後、社会福祉士一般養成施設等において1年以上社会福祉士として必要な知識及び技能を修得した者
11. 児童福祉法に定める児童福祉司、身体障害者福祉法に定める身体障害者福祉司、社会福祉法に定める福祉に関する事務所に置かれる同法第15条第1項第1号に規定する所員、知的障害者福祉法に定める知的障害者福祉司並びに老人福祉法第6条及び第七条に規定する社会福祉主事であつた期間が5年以上ある者

## 社会福祉士試験委員
指定試験機関は、試験事務を行う場合において、社会福祉士として必要な知識及び技能を有するかどうかの判定に関する事務については、厚生労働省令で定める要件を備える者のうちから選任した社会福祉士試験委員に行わせなければならない。選任・変更・解任したときは、厚生労働省令で定めるところによって、厚生労働大臣にその旨を届け出なければならない。

## 試験施行期日等の公告
試験日、試験地等については、毎回官報に公告される。
試験は北海道、青森県、宮城県、埼玉県、東京都、石川県、愛知県、大阪府、島根県、広島県、香川県、福岡県、鹿児島県、沖縄県で行われる。